# Trgovci (1994.)
Trgovci je američka komedija iz 1994. godine za koju je napisao scenarij i režirao američki redatelj i glumac Kevin Smith, koji se također pojavljuje u filmu kao Silent Bob (Tihi Bob). Glavne uloge u filmu tumače Brian O'Halloran kao Dante Hicks i Jeff Anderson kao Randal Graves. Film prikazuje jedan dan u životu dvojice trgovaca i njihovih poznanika.
Trgovci je bio prvi film snimljen u okrilju filmskog studija View Askewniverse Kevina Smitha. Neki od likova prikazanih u filmu (poput Jayja i Silent Boba) kasnije će se pojaviti u mnogim filmovima Kevina Smitha.
Trgovci su snimljeni sa skromnim budžetom od 27.575 USD, dok su u kinima zaradili preko 3 milijuna USD, što je pokrenulo Smithovu karijeru.

## Radnja
Dante Hicks (Brian O'Halloran) je trgovac koji radi u lokalnoj samoposluzi Quick Stop, u četvrti Leonardo, u New Jerseyju. Radnja započinje kada šef telefonski zove Dantea da usprkos tome što Dante ima slobodan dan, na nekoliko sati zamijeni drugog zaposlenika koji je bolestan. Dolaskom u trgovinu primjećuje da su sigurnosne rolete zaglavljene jer je netko u bravu stavio žvakaću gumu. Kako bi uvjerio kupce da je trgovina otvorena, na te iste rolete izvjesi plahtu na koju je pastom za cipele napisao "Uvjeravam Vas, otvoreni smo" ("I ASSURE YOU; WE'RE OPEN").
Dante dan provodi poslužujući kupce, dok mu se cijelo vrijeme u glavi vrzma misao da danas nije trebao biti ovdje. Mjestimice sa zahtjevima svog posla, Danteu vrijeme prolazi u raznovrsnim razgovorima sa svojim prijateljem lijenčinom Randalom Gravesom (Jeff Anderson). Iako Randal radi u susjednoj videoteci, skoro cijeli dan provodi u Quick Stopu kod Dantea. Kako bi što brže prošlo vrijeme, razgovaraju o filmovima iz Ratova zvijezda, posebice o Povratku Jedija. Zajednički pokušavaju naći odgovor na pitanje je li Zvijezda Smrti u trenutku kada je uništen, bio nevina žrtva ili ne.
Danteova trenutna djevojka Veronica (Marilyn Ghigliotti) također navraća kod njega u trgovinu, te njih dvoje razgovaraju o njegovom trenutnom položaju. Veronica ga neuspješno pokušava nagovoriti kako bi mogao napustiti neambiciozni posao trgovca te upisati koledž. Danteovom očaju u kojem se nalazi također pridonosi pročitana vijest u lokalnim novinama kako će se njegova bivša djevojka Caitlin (Lisa Spoonhauer) uskoro vjenčati. Kako bi se razuvjerio u tu informaciju, Dante neuspješno telefonski zove redakciju novina provjeravajući radi li se možda o pogrešci.
Vidjevši da je zaglavio na poslu cijeli dan, Dante uvjeri svoje prijatelje da igraju hokej na vrhu trgovine u kojoj radi. Igra traje kratko, svega 12 minuta, dok im jedina loptica koju su imali padne u kanalizacijski šaht. Nakon toga slijedi jedno "ponavljanje priče". Dante saznaje da je jedna njegova djevojka umrla te da je danas njena komemoracija. Razgovarajući s Randalom, Dante zatvara trgovinu te oboje odlaze na posljednju počast njegovj bivšoj djevojci. Posjet je protekao katastrofalno, iako gledatelj ne vidi što se dogodilo. Međutim, u kasnijem razgovoru u automobilu gledatelj saznaje da je Randal srušio kovčeg s tijelom pokojnice.
Te noći, Caitlin iznenađuje Dantea svojim posjetom. Nakon što je uvjerila Dantea da je najava u svezi njene udaje bila preuranjena i angažirana od strane njene majke, Dante postaje "rastrgan" između nje i Veronice. U konačnici odlučuje Caitlin pozvati na spoj te otići kući za promjenu. Nakon što se vrati iz garderobe, Dante otkriva da je Caitlin imala spolni odnos s mrtvim čovjekom u zahodu trgovine, misleći za njega da je Dante (čovjek starije životne dobi ušao je tokom dana u zahod s pornografskim časopisom te je pretrpio srčani udar dok je masturbirao). Crni humor najbolje je prikazan u sceni kada hitna pomoć stavlja u vozilo šokiranu Caitlin zajedno s mrtvacem.
Jay i Silent Bob (Jason Mewes i Kevin Smith), dvojica sitnih preprodavača droge, cijeli dan provode pokraj Quick Stopa te prodaju marihuanu. Njih dvojica navraćaju kod Dantea neposredno prije zatvaranja trgovine te mu ponude da s njima ode na party. Dante odbije a Silent Bob, znajući za njegovu nepriliku, izreče mu mudrost: "Znaš, u svijetu ima milijun prekrasnih žena. Ali neće ti sve donositi lazanje na posao. Većina njih će te varati."
Dante tada shvaća da voli Veronicu. Kada se ona vrati u trgovinu, Randal dodatno zakomplicira stvar otkrivši da je Dante zaljubljen u Caitlin te sa svojom bivšom namjerava opet izlaziti. Veronica ljutito prekida s Danteom, dok Dante izgubi živce i potuče se s Randalom u trgovini. Na kraju tučnjave obojica se pomire.
Film završava Danteovim odlaskom iz trgovine stavivši na vrata obavijest: "Zatvoreni ste !" (You're closed !").

## Izbačene scene
Scena s filmskim likom Julie Dwyer izbačena je vjerojatno zbog velikih troškova proizvodnje (mali budžet filma). Tek je za desetu godišnjicu filma "Trgovci" izdan DVD "Trgovci X" s tom izbačenom scenom koja je napravljena u obliku animacije (sličana onoj napravljenoj u animiranom serijalu -  Trgovci: animirana serija).
Ta izbačena scena također je prikazana i u jednome stripu iz strip serijala posvećenih Trgovcima pod imenom - "Izgubljena scena" (eng. The Lost Scene).
Među izbačenim scenama je i ona u kojoj Dante i Randal, nakon što čuju vijest o smrti bivše Randalove djevojke iz srednje škole, odu na njene karmine. Na samim karminama, Randal je pokupio s table koja se tamo nalazila, "karte smrti" te s Danteom počinje raspravljati o tome da ih počne skupljati, poput bejzbolaških karti. Dante se tamo susreće s drugom, također bivšom srednjoškolskom ljubavi, Alyssom Jones (Joey Lauren Adams). Ukratko, u njihovom razgovoru primjećuju se scene i monolozi koji će se kasnije pojaviti u filmovima Štakori iz šoping centra (Mallrats) i Tražeći Amy (Chasing Amy).
Izbačena je i scena u kojoj Dante i Randal čekaju u redu da vide Julie u lijesu. Dante se tada prisjeća vremena kada su ga Julijini roditelji uhvatili dok mu je ona pružala oralni seks. Kada dođe do njenog lijesa, s Randalom počinje raspravljati o pogrebnoj odjeći u koju je pokojnica obučena. Randal shvati da mu je dosadno, te odluči otići da automobila. Dante mu baca ključeva auta, Randal ne uspijeva uhvatiti ključeve koji padaju u Julijine gaće. Dante krene tražiti ključeve koji su pali u gaće pokojnice, dok ju Randal drži za ramena. Zbog toga Dante postane jako nervozan. Vidjevši to, otac pokojnice odgurava Randala te ga udari, dok Dante uspjeva izvaditi ključ iz njenih gaća. Randal nakon toga odgurava gospodina Dwyera, koji preko lijesa pada na pod, a nakon toga i sam lijes pada na pod, iz kojeg ispada Julie.
Randal ovaj puta hvata ključeve koje mu baca Dante, te oboje bježe s karmina.

## Uloge
- Brian O'Halloran kao Dante Hicks
- Jeff Anderson kao Randal Graves
- Marilyn Ghigliotti kao Veronica Loughran
- Lisa Spoonhauer kao Caitlin Bree
- Jason Mewes kao Jay
- Kevin Smith kao Silent Bob (Tihi Bob)
- Scott Mosier as Willam Black
- Walt Flanagan kao kupac koji provjerava oblik i veličinu jaja
- Joey Lauren Adams kao Alyssa Jones (izbačena scena)
- Ed Hapstack kao hokejaš / ljuta žena na kamemoraciji
- Frances Cresci kao djevojčica kojoj Randal prodaje cigarete
- Pattijean Csik kao trgovački inspektor.

## Produkcija
Film je snimljen u crno-bijeloj tehnici te je grubo uređen zbog skromnog budžeta od 27.575 USD. Kako bi stekao sredstva za film, redatelj Kevin Smith je prodao velik dio svoje opsežne strip kolekcije te iskoristio osam od deset kreditnih kartica s limitom od 2.000 USD. Sredstva su osigurana dijelom i od novca namijenjenog njegovom sveučilišnom obrazovanju te novcem od auto osiguranja koji su Smith i Jason Mewes dobili jer im je automobil nestao u poplavi.
Film je snimljen za 21 dan s dva "pick-up" dana. Izvorno, Smith je ulogu Randala Gravesa napisao za sebe, ali kada je shvatio da ne može istovremeno pisati scenarij, biti redatelj, raditi u trgovini te preuzeti glavnu ulogu, preuzeo je malu ulogu Silent Boba te krenuo u potragu za idealnim kandidatom koji će glumiti Randala.
Za mjesto radnje uzeta je pogodna Quick Shop trgovina koja se nalazila u 58 N. Leonard Aveniji u četvrti Leonardo u New Jerseyju gdje je Kevin Smith radio. Bilo mu je dozvoljeno da snima trgovinu samo noću kad je zatvorena (od 22:30 do 05:30). Zbog toga se na filmu pojavljuje scena u kojoj vandali stavljaju žvakaću gumu u lokot čelićnih roleta. U protivnom bi gledatelju bilo čudno da u scenama koje se odvijaju u trgovini tokom dana, trgovinu osvjetljuju žarulje a ne dnevno svjetlo.
Budući da je redatelj Kevin Smith radio u Quick Shop trgovini tokom dana, a snimanje filma se odvijalo tokom noći, Smith dnevno nije spavao više od jednog sata. Na kraju dvadeset i prvog dana, posljednjeg dana snimanja, Smith više nije bio sposoban biti budan, no film se uspio snimiti.
Nekoliko članova Smithove obitelji odigralo je kraće uloge zbog ograničenog proračuna. Kada Dante raspravlja o "Milk Maids", prikazan je kupac koji je bio Smithova majka, dok je Smithova sestra Virginia glumila kupca koji se bavi mastrubiranjem životinja u kavezu radi dobivanja sjemena za umjetnu oplodnju. Također, nekoliko Smithovih prijatelja iz djetinjastva imaju manje uloge u filmu. Primjerice, Walt Flanagan, igra čak četiri uloge - "Woolen cap smoker" (borac protiv pušenja te agent za prodaju žvakaćih guma), "Egg man" (čovjek koji pregledava jaja u frižideru tražeći samo ona sa savršenim oblikom), "Offended Customer" i "Cat Admiring Bitter Customer". Flanagan je kasnije izjavio da više ne namjerava glumiti u toliko uloga u jedndom filmu. Zbog toga Kevin Smith u šali zna dobaciti: "pogledajte njegov Lon Chaney iz 1990-ih". Walt Flanagan bio je jedan od Smithovih prijatelja koji je bio prisutan često tijekom snimanja: ili kao dodatna pomoć ili samo moralna podrška. Glumio je u svim tim ulogama jer se prvotni glumci kojima su uloge bile namijenjene, nisu pojavili na snimanju.
Prilikom snimanja filma, Smith je zamolio glavnog glumca Briana O'Hallorana da za ulogu Dantea obrije "kozju bradicu". Nakon što je vidio O'Hallorana obrijanog, zamolio ga je neka mu brada ponovo naraste za potrebe filma. Tako se u scenama može vidjeti da O'Halloran na početku filma ima malu bradu koja "raste" što se film dalje odmiče.
Zanimljiva je scena u kojoj Randal preko telefona naručuje porno filmove za videoteku pred majkom s djetetom. Jeff Anderson je odbio čitati naslove porno filmova pred ženom a posebice pred djetetom. Također, glumac je osjećao nelagodu znajući da bi njegova majka mogla gledati film. Kako bi se nelagoda riješila Anderson je u pripremama za scenu zajedno s glumicom čitao popis, dok je Kevin Smith preradio sam popis koji u filmu nije bio toliko perverzan kao original.
U redateljskoj verziji kraja filma, Randal je trebao Danteu baciti bijelu plahtu s natpisom "I Assure You, We're Open" (Uvjeravamo Vas da smo otvoreni). Nakon što Randal odlazi, Dante prebrojava novac iz blagajne te ne primjećuje da je jedna osoba ušla u dućan. Nakon što Dante primijeti mušteriju i kaže joj da je trgovina zatvorena, ta osoba ga upuca i ubije. Nakon toga pljačkaš odlazi s novcem iz blagajne. Kamera se fokusira na mrtvo Danteovo lice te tako film završava. Kreće završni credits te se paralelno prikazuje kako u dućan ulazi novi kupac (Kevin Smith s obrijanom bradom i brkovima), osvrće se oko sebe, te vidjevši da nema nikoga, iako je mrtvi Dante na podu, krade kutiju cigareta i odlazi iz dućana.
Taj depresivan kraj kritizirali su Smithovi mentori Bob Hawk i John Pierson nakon što je redateljska verzija prikazana na Independent Feature Film Market. Zbog toga je izbrisana ta scena s ubojstvom Dantea i Randalovim bacanjem plahte.
Fanovi filma su Danteovu smrt okarakterizirali kao počast filmu Zvijezdane staze: Imperij uzvraća udarac koji je u samim Trgovcima označen kao najdraži Danteov film.
Izbrisana je i scena filma iz koje proizlazi da ubojica nikad neće biti uhvaćen jer je Randal tokom dana isključio sigurnosnu kameru. Kevin Smith izjavio je da se odlučio na ovakav kraj "jer nije znao kako završiti film". Obje verzije (filmska i redateljska) dostupne su u Trgovcima X, posebnom izdanju povodom 10. godišnjice objavljivanja filma. Smith je izjavio da View Askewniverse vjerojatno ne bi snimio film da je ostavljen originalni kraj.
Američko filmsko udruženje dalo je filmu dobno ograničenje na 17 godina, isključivo zbog eksplicitnog dijaloga filma, jer film ne sadrži nasilje i golotinju. To je bila određena financijska kazna za film, jer je mali broj kina u SAD-u prikazivao filmove za gledatelje starije od 17 godina. Zbog toga je filmska kompanija Miramax angažirala odvjetnika Alana Dershowitza, specijaliziranog za građansko pravo. Nakon žalbe, filmsko udruženje je ukinulo dobnu oznaku na film.

## Prijem kod publike
Film je postigao iznenađujuć uspjeh nakon što ga je preuzela filmska kompanija Miramax Films, te je ostvario dobit od 3,151 milijuna američkih dolara u SAD-u, unatoč tome što se nije prikazivao u više od 100 američkih kina istovremeno. Film "Trgovci" je osvojio nagrade "Award of the Youth" i "Mercedes-Benz Award" 1994. na filmskom festivalu u Cannesu, te je s filmom Fresh osvojio "Filmmakers Trophy" na Sundance filmskom festivalu, kao i brojne nominacije, npr. Jeff Anderson je nominiran za najbolju filmsku debitantsku izvedbu.
2000. godine, čitatelji magazina Total Film su svojim glasovima Trgovce proglasili 16. najboljom komedijom svih vremena, dok je u britanskom magazinu Empire, film proglašem 4. najboljim nezavisnim filmom. Američki televizijski kanal Bravo stavio je Trgovce na 33. mjesto ljestvice 100 najsmješnijih filmova. 2008. Entertainment Weekly rangirao je film na 13. mjesto ljestvice 25 kultnih filmskih hitova od 1983. te na 21. mjesto ljestvice 25 najsmješnijih filmova svih vremena. Također, iste godine je magazin Empire stavio film na 361. mjesto ljestvice 500 najvećih filmova svih vremena. Trgovci su uvršteni i u knjigu "1001 film koji morate vidjeti prije nego umrete".
Rotten Tomatoes dodijelio je filmu 86%, dok mu je RT zajednica dala 91% smatrajući ga kultnim klasikom.

## Soundtrack
Soundtrack filma objavljen je 11. listopada 1994. Sastoji se od raznih, tada novih pjesama s područja alternativnog i punk rocka te grungea bendova kao što su Bad Religion, Love Among Freaks, Alice In Chains i Soul Asylum. Također, na soundtracku se nalaze i razni zvučni isječci iz filma. Film Trgovci jedan je od rijetkih filmova u kojima je trošak autorskih prava na korištenu glazbu veći od troškova proizvodnje samog filma.
Pjesma grupe Soul Asylum, "Can't Even Tell" koja je svirana tijekom creditsa te objavljena na soundtracku, uvrštena je na 16. mjesto Billboard Hot Modern Rock Tracks ljestvice iz 1994. godine. Videospot za tu pjesmu režirao je Kevin Smith te je snimljena na istoj lokaciji kao i film. U spotu su Kevin Smith, Jason Mewes, Jeff Anderson i Brian O'Halloran reprizirali svoje uloge iz filma Trgovci.
Pjesma "Got Me Wrong" od Alice in Chains koja se također pojavila na soundtracku, objavljena je na albumu Sap, dok je kao singl objavljena krajem 1994. Naime, pjesma je postigla veliku slušanost na radiju, nakon što je izvedena na filmu. Pjesma je na američkoj ljestvici Hot Modern Rock Tracks zauzela 7. mjesto, dok je na ljestvici Billboard Hot Mainstream Rock Tracks iz 1994. zauzela 15. mjesto.

## Priče
Većina scena na filmu, podijeljeno je na ukupno 18 priča. Film započinje s pričom Dante koja govori o glavnome liku filma. Imena naziva priča, Smith je našao u rječniku, no one ne definiraju striktno prikazanu scenu.
Film se sastoji od 18 priča:
- 1. Dante / Credits na početku filma - prikazuje Danteov život kao trgovca.
- 2. Vilification (ogovaranje) - prikazuje se okrutna i uvredljiva izjava o jednoj osobi.
- 3. Jay i Silent Bob - dva sitna dilera trave prvi put se pojavljuju u nekom filmu.
- 4. Randal - prikazuje Randalov život kao zaposlenika videoteke.
- 5. Syntax (sintaksa) - raspored nečega u metodičkom manevru.
- 6. Purgation (hir) - čudne ili neobične modifikacije, misli ili akt.
- 7. Purgation - čin dobivanja oslobođenja od nečega antipatičnog, manjkavog ili nezadovoljavajućeg.
- 8. Malaise (nelagoda) - sveukupni osjećaj bolesti ili lošeg zdravlja bez ikakvog točnog uzroka.
- 9. Harbinger (predznak) - osoba ili stvar koja predviđa budućnost.
- 10. Perspicacity (pronicljavost) - intenzitet presude ili promatranja.
- 11. Paradigm (paradigma) - tipičan primjer nečega.
- 12. Whimsy (duhovit način) - misli da ne postoji nijedno objašnjenje.
- 13. Quandary (dilema) - stanje sumnje ili nesigurnosti što učiniti u određenoj situaciji.
- 14. Lamentation (oplakivanje) - čin ili izraz tuge ili nevolje.
- 15. Juxtaposition (prirašćivanje) - čin usporedbe dviju stvari, posebno na način koji sugerira na povezanost između njih ili ih razlikuje.
- 16. Catharsis (katarza) - događaj ili osjećaj duhovnog čišćenja koji je donesen kao snažno emocionalno iskustvo.
- 17. Denouement (rasplet) - dio u kojem su odgovorena sva pitanja te se sve rasčišćuje.
- 18. End Credits - credits na kraju filma.

## Povezani projekti
Nakon što je snimljen film Trgovci, od njega je stvorena svojevrsna franšiza. Uz TV show, animiranu seriju i stripove na njihovu tematiku, snimljen je i drugi nastavak filma, te je bilo planirano snimanje trećeg nastavka.

### Trgovci: TV show
1995. snimljen je pilot TV serije koja je snimana uživo. Producirale su ga filmske kompanije Disney i Buena Vista Entertainment. Povezanost s filmom u showu bila je samo u njegovom imenu te imenima likova iz filma. Naime, u njemu nije nastupio nitko iz originalne filmske postave a u showu nije bilo prostota koje su bile značajka Jayja i Silent Boba. U showu je prikazan lik Jayja, a Kevin Smith je naglasio da su Jay i Silent Bob likovi na koje on ima autorska prava. Zbog toga su producenti promijenili ime lika iz Jay u Ray.
U vrijeme snimanja showa, Kevin Smith je snimao svoj drugi film Štakori iz šoping centra (Mallrats), te se pokušao uključiti u projekt TV showa vezanog uz Trgovce. Međutim, Smitha je veoma razočaralo što su producenti odbili njegov scenarij za jednu epizodu showa. Kasnije je taj scenarij iskoristio prilikom snimanja animirane serije Trgovci.
Glavni glumci iz filma, Brian O'Halloran i Jeff Anderson su se javili na audiciju za ulogu Dantea, jer je Andersonova originalna uloga već namijenjena komičaru Jimu Breuera. Vidjevši snimljene rezultate, Smith je izjavio da je to strašno, dok su O'Halloran i Anderson izjavili da im je drago što nisu dobili ulogu.

### Trgovci: Animirana serija
Riječ je o animiranoj seriji na temu filma koja se sastojala od šest epizoda. Dvije epizode emitirale su se na televizijskoj mreži ABC u svibnju i početkom lipnja 2000. nakon čega su maknuti s repertoara. Vlasnik TV mreže ABC je kompanija Disney koja je producirala TV show Trgovci te koja je vlasnik filmske kompanije Miramax Films, unutar koje su snimljeni mnogi filmovi Kevina Smitha.
Cjelokupni animirani serijal od šest epizoda objavljen je na DVD-u 2001. godine prije nego što su prikazane na televizijskim postajama Comedy Central 2004. i Adult Swim 2008.
U traileru za film Jay i Silent Bob uzvraćaju udarac iz 2001., Randal govori Danteu: "da si bio duhovitiji, ABC nam ne bi otkazao", aludirajući na to da je ta televizijska postaja prekinula prikazivanje serije nakon svega dvije epizode.
Kevin Smith najavio je snimanje nove animirane serije Clerks: Sell Out, temeljene na ovom serijalu.

### Trgovci: Strip
Strip izdanje Trgovaca napisao je Kevin Smith uvevši u strip sve likove iz filma. Izdana je sljedeća serija stripova:
- Clerks: The Comic Book,
- Clerks: Holiday Special i
- Clerks: The Lost Scene.

Smith je objavio i planove za strip izdanje Clerks 1.5 koji bi premostio jaz između prvog filma i njegovog nastavka. Strip je u konačnici tiskan 2006. u kolekciji Tales from the Clerks koja je uključivala i druge stripove na temu Trgovca zajedno s dodatnim materijalom View Askewniversea.

### Trgovci 2
Drugi nastavak filma objavljen je 21. srpnja 2006. Radni naziv filma bio je "The Passion of the Clerks" (hrv. Strast trgovaca), no film je objavljen pod nazivom Trgovci 2. Naime, na završetku filma Dogma, pojavila se poruka da će se Jay i Silent Bob vratiti u filmu Clerks 2: Hardly Clerkin, međutim slijedom događaja, ovi likovi se pojavljuju u filmu Jay i Silent Bob uzvraćaju udarac, prije objavljivanja nastavka Trgovaca.
U nastavku filma, Dante i Randal rade u Mooby's restoranu brze hrane, nakon što je Randal zaboravio isključiti aparat za kavu koji je uzrokovao požar i uništenje Quick Stopa i RST videoteke.

### Trgovci 3
Tokom konferencije za novinare nakon snimanja Trgovaca 2, Kevin Smith je kratko spomenuo mogućnost snimanja trećeg nastavka. Naveo je da će film biti snimljen kada bude u 40-ima ili 50-ima, kada bi bilo zanimljivo vidjeti gdje su Dante i Randal. U audio komentaru kao multimedijalnom dodatku na DVD-u za film Trgovci 2, Jeff Anderson u šali govori "ne bih o tome govorio", jer je i sam sumnjao u snimanje Trgovaca 2, sve dok mu se Smith nije obratio.
Trgovci 3 prvi put je prikazan u rujnu 2022..

## Vanjske poveznice
- Trgovci[neaktivna poveznica] na IMDb
- Trgovci na Allmovie
- Trgovci na Box Office Mojo
- Web stranica posvećena Trgovcima
- Interview Kevina Smitha
- Movies.nytimes.com
- TV show Trgovci